# Hans R. Knudsen
Hans Rynkeby Knudsen, född 12 november 1903 i Løgstør, död 4 november 1962 i Nykøbing Mors, var en dansk redaktör och socialdemokratisk politiker. Han var folketingsledamot 1950-1962 samt inrikes- och finansminister 1960-1962.
Hans R. Knudsen var son till redaktören för Vesthimmerlands Social-Demokrat Thorvald Knudsen (1877-1930) och Mary Nielsen (1881-1971). Fadern var även socialdemokratisk ledamot i Løgstørs byråd. Efter mellanskoleexamen gick Knudsen i lära inom manufaktur och tog sedan handelsexamen 1925 från Handelshøjskolen i Århus. Han återvände sedan till Løgstør, där han arbetade som kontorist. Han började sin politiska karriär som ledamot i kommunens skatteutredning 1929 och var därefter redaktör på Vesthimmerlands Social-Demokrat (1931-1936). Därefter var han redaktör på Skanderborg Social-Demokrat (1936-1940) och Nykøbing M. Social-Demokrat (1940-1960). Han engagerade sig samtidigt i lokalpolitiken som socialdemokratisk ledamot i Skanderborgs (1937-1940) och Nykøbings byråd (1946-1954). Han var redaktör på Verdens Gang (1954-1958).
Knudsen blev invald i Folketinget 1950 för Mors valkrets. Han var främst engagerad i skattepolitiska frågor och utsågs överraskande till inrikesminister i Viggo Kampmanns regering i november 1960. På denna befattning avskaffade han skatteavdraget för barnfamiljer och införde ett barnbidrag samt höjde person avdraget för familjeförsörjare. En annan viktig reform under Knudsens ledning var vallagstiftningsreformen som, efter en folkomröstning 1961, innebar en sänkning av rösträttsåldern till Folketinget från 23 år till 21 år. Efter c:a ett år utsågs han till finansminister, trots att han saknade utbildning eller större erfarenhet av ekonomi. Han var tvungen att överlåta en del av sina uppgifter till Viggo Kampmann och Jens Otto Krag. Den viktigaste reformen som genomfördes under Knudsens mandatperiod var införandet av omsättningsskatten (OMS). Han dog oväntat av ett hjärtstopp 1962.